# Elisabeth Hilmo Meyer
Elisabeth Hilmo Meyer (* 29. November 1976 in Trondheim, Norwegen) ist eine ehemalige norwegische Handballspielerin.

## Karriere
Elisabeth Hilmo Meyer begann mit sieben Jahren das Handballspielen beim norwegischen Verein Selbu IL. Für die Damenmannschaft von Selbu IL lief sie später in der höchsten norwegischen Spielklasse auf. Nachdem Selbu im Jahre 2001 abgestiegen war, wurde sie an den Erstligisten Byåsen IL ausgeliehen. Nachdem Selbu ein Jahr später der Wiederaufstieg gelungen war, kehrte die Rechtshänderin in den Kader von Selbu zurück. Ab der Saison 2004/05 lief die Kreisspielerin für Larvik HK auf. Mit Larvik gewann sie in den Spielzeiten 2004/05, 2005/06 und 2006/07 die Meisterschaft. Während der Saison 2007/08 wurde Hilmo schwanger, woraufhin sie im Dezember 2007 ihre Karriere in Larvik beendete. Da Hilmo in ihrer letzten Spielzeit noch sechs Ligaspiele bestritt, trug sie in der Saison 2007/08 ebenfalls zum Gewinn der Meisterschaft bei.
Elisabeth Hilmo Meyer absolvierte 180 Partien für die norwegische Handballnationalmannschaft, in denen sie 282 Treffer erzielte. Mit der norwegischen Auswahl triumphierte sie bei der Weltmeisterschaft 1999 und wurde 2001 Vizeweltmeisterin. Bei den Europameisterschaften gewann sie 1998 und 2004 den EM-Titel. 2000 gewann die Norwegerin die Bronzemedaille bei den Olympischen Spielen.

## Privates
Hilmo heiratete im Jahre 2011 ihren langjährigen Freund Christian Meyer, einen ehemaligen norwegischen Skispringer. Sie haben zwei gemeinsame Kinder.